# Ulfried Schaefer
Ulfried Schaefer (* 1942 in Berlin) ist ein deutscher Germanist (Literaturwissenschaftler), Dichter, Schriftsteller mit auch publizistischen Beiträgen und Herausgeber.

## Leben
Ulfried Schaefer wuchs in Hessen auf und kam mit acht Jahren wieder nach Berlin. Nach dem Abitur an der Arndt-Schule in Berlin-Dahlem studierte er an der Christian-Albrechts-Universität in Kiel, setzte sein breit gefächertes Studium der Geistes- und Naturwissenschaften an der Freien Universität Berlin fort und beendete es mit dem Ersten und Zweiten Staatsexamen für die Laufbahn des Gymnasiallehrers in den Fächern Deutsch und Erdkunde. Er lehrte als Dozent an Volkshochschulen in Berlin die Fächer Deutsch und Englisch. Später promovierte er bei Hans. W. Schumacher mit einer Arbeit über Friedrich Schiller.
Er unternahm Reisen durch Europa, Afrika, Asien und Amerika, die ihn zu Auseinandersetzungen mit den dortigen Kulturen und Naturgegebenheiten führten und sich in seinen Schriften wiederfinden. Er ist Mitglied der Deutschen Schillergesellschaft. Nach einigen Jahren in Schleswig-Holstein lebt er heute in Thüringen.

## Werke
In seinen Werken verwendet er die Formen der Abhandlung in Literaturphilosophie, Dokumentationen, publizistischen Beiträgen, des Aphorismus, der Lyrik und Prosa (Kurzgeschichte, Gespräch) sowie der visuellen Poesie.
Thematisch setzt er sich auseinander mit: Philosophie, Wissenschaft; Dichtung, Essayistik, Sprache; Kunst, Schönheit; Psyche; Gesellschaft (u. a. Demokratie, Humanismus, Völkerverständigung); Liebe, Frieden, Freiheit, Totalitätserfahrung; Religion, Kirche; Macht, Gewalt (Krieg, Aggression, Unfreiheit); Anfang; Vergänglichkeit (u. a. Tod, Natur, Klimawandel, Umweltzerstörung). Auch sein theoretisches und praktisches Interesse an Musik Malerei und Fotografie findet einen Niederschlag in seinen Werken.
Als Herausgeber beschäftigte er sich mit den nicht unumstrittenen Professoren Martin Heidegger und dem Historiker Ulrich Noack. Seine Werke beinhalten eine Vielzahl von Ansichten und Fakten zu aktuellen und zeitlosen Themen.